# 長崎桃子
長崎 桃子 (ながさき ももこ) は、日本の実業家。

## 人物
1992年慶應義塾大学法学部卒業後、東京電力に入社。
2017年テプコカスタマーサービス社長に就任。約1年で販売電力量を3倍に増やした。
2019年東京電力エナジーパートナー常務取締役。
2020年東京電力HD 常務執行役 マーケティング室担当 。
2021年東京電力HD 常務執行役 チーフ・スポークスパーソン兼EV推進室・渉外・広報ユニット担当（EV推進室長) 。
2022年2月東京電力HD 常務執行役 蓄電池ビジネス室担当、最高マーケティング責任者チーフ・スポークスパーソン。
同年6月東京電力HD 常務執行役 エリアエネルギーイノベーション事業室長兼広報室担当（CRE推進室・渉外・広報ユニット担当）最高マーケティング責任者チーフ・スポークスパーソン。　
2023年4月東京電力EP社長、東京電力HD 常務執行役 最高マーケティング責任者兼エリアエネルギーイノベーション事業室長 兼任。